# Valencias MotoGP 2007
Valencias MotoGP 2008 var ett race som kördes på Circuito Ricardo Tormo. Det var säsongsfinalen i alla klasser.

## MotoGP
Valentino Rossi tappade sensationellt andraplatsen i VM efter en mardrömshelg. Det började med en jättekrasch under kvalet, där han bröt handleden. Trots det startade han racet, där han behövde en fjortondeplats för att säkra silvret. Han låg femtonde, och hade fjortondeplatsen inom räckhåll, då motorn gick sönder, och stackars Valentino hade bara smärtan kvar, eftersom Dani Pedrosa vann sin andra seger för säsongen efter ett fantastiskt genomfört lopp. Casey Stoner blev tvåa, och tangerade Rossis poängrekord för en säsong. Han tog ännu en pallplats, vilket var hans trettonde pallplats för säsongen. John Hopkins säkrade fjärdeplatsen i VM med en tredjeplats i sitt sista race för Suzuki före flytten till Kawasaki. Alex Barros, Makoto Tamada och Carlos Checa avslutade sina karriärer i klassen i detta lopp.

### Resultat
| Plats | Förare           | Märke    | Grid | Kvaltid  |
| ----- | ---------------- | -------- | ---- | -------- |
| 1     | Dani Pedrosa     | Honda    | 1    | 1.31,517 |
| 2     | Casey Stoner     | Ducati   | 2    | 1.31,603 |
| 3     | John Hopkins     | Suzuki   | 7    | 1.32,165 |
| 4     | Marco Melandri   | Honda    | 10   | 1.32,367 |
| 5     | Loris Capirossi  | Ducati   | 8    | 1.32,261 |
| 6     | Chris Vermeulen  | Suzuki   | 11   | 1.32,617 |
| 7     | Alex Barros      | Ducati   | 12   | 1.32,714 |
| 8     | Nicky Hayden     | Honda    | 3    | 1.31,903 |
| 9     | Randy de Puniet  | Kawasaki | 4    | 1.31,963 |
| 10    | Toni Elías       | Honda    | 14   | 1.32,790 |
| 11    | Sylvain Guintoli | Yamaha   | 5    | 1.32,074 |
| 12    | Carlos Checa     | Honda    | 9    | 1.32,273 |
| 13    | Colin Edwards    | Yamaha   | 15   | 1.33,021 |
| 14    | Shinya Nakano    | Honda    | 13   | 1.32,730 |
| 15    | Makoto Tamada    | Yamaha   | 13   | 1.32,730 |
| 16    | Anthony West     | Kawasaki | 16   | 1.33,231 |
| 17    | Valentino Rossi  | Yamaha   | 17   | 1.33,290 |
| 18    | Kurtis Roberts   | KR-Honda | 18   | 1.33,431 |